# Tama Janowitz
Tama Janowitz (* 12. April 1957 in San Francisco) ist eine US-amerikanische Schriftstellerin.
Janowitz besuchte das Barnard College und die Columbia University School of the Arts und schloss sich in New York dem Kreis um Andy Warhol an. 1986 erschien ihre Kurzgeschichten-Sammlung Slaves of New York, die ihr den literarischen Durchbruch brachte. Zusammen mit Jay McInerney und Bret Easton Ellis zählt sie zum sogenannten literarischen Brat Pack. Sie lebt heute mit ihrem Ehemann und ihrer Tochter in Brooklyn, New York.

## Veröffentlichungen
- 1981: Nervensägen, Roman einer Familie (American Dad). Goldmann, München 1989, ISBN 3-442-09423-2.
- 1986: Großstadtsklaven (Slaves of New York) (die deutsche Ausgabe wurde um einige Kurzgeschichten gekürzt)
- 1987: Ein Kannibale in Manhattan (A Cannibal in Manhattan), Goldmann, München 1987, ISBN 3-442-09803-3.
- 1989: Sonnenstich. Erzählungen (Kurzgeschichten, u. a. aus Slaves of New York). Goldmann, München 1989, ISBN 3-442-09554-9.
- 1991: Unisex (The Male Cross-Dresser Support Group)
- 1996: By the Shores of Gitchee Gumee
- 1999: Das Herz der Narren (A Certain Age: A Novel)
- 2001: Hear That? (Kinderbuch mit Illustrationen von Tracy Dockray)
- 2002: Area Code 212: New York Days, New York Nights. Essay
- 2003: Keine Zeit für schlechten Sex (Peyton Amberg)
- 2006: New York (Bildband)
- 2008: They is us. The Friday Project Ltd., New York City 2008, ISBN 978-1-906321-12-3.

## Verfilmungen
- 1988: Großstadtsklaven (Slaves of New York) – Regie: James Ivory